# Вістник (журнал)
«Вістни́к» — місячник літератури, мистецтва, науки й громадського життя, який виходив у Львові з 1933 року. Головний редактор Дмитро Донцов, відповідальний за редакцію — Іван Устиянович; видавець — Ольга Бачинська, сестра дружини Дмитра Донцова Марії.
Друкувався в друкарні Ставропігійного Інституту в піднаймі З. Медицького у Львові. Серед співробітників були: Б. Антонич, М. Іванейко, Антін Крезуб, Лука Луців, Всеволод Петрів, Віктор Приходько, Іванна Федорович-Малицька, Олег Ольжич.
«Вістник» хронологічно й ідейно був продовженням «Літературно-наукового вістника», що виходив у Львові з 1898 по 1932.
Новий місячник відрекомендувався у лютому 1933 читацькій авдиторії так: «ВІСТНИК»
- Даватиме твори красного письменства, оригінальні й перекладні, головно західно-європейських і американських авторів.
- Даватиме статті про мистецтво наше й чуже.
- Принесе літературно критичні оцінки сучасного письменства
- Інформуватиме про течії в науці і займатиметься актуальними питаннями громадського життя.
- Має кореспондентів у головних європейських культурних центрах.

Журнал «Вістник» визначався тим, що боровся з інтернаціоналізмом і колтунством усіх форм, обстоював духову єдність з культурою Заходу, пропагував національно-громадські кличі новітної Європи та потребу психічного переродження народу, і містив праці найвидатніших літературних, наукових та публіцистичних сил Галичини, Волині й вигнанщини.
у 1934 було розпочато випуск щоквартальних додатків до журналу під загальною назвою «Книгозбірня Вістника». З 1936 серію було перейменовано на «Квартальник Вістника».

## Джерело
- «Вістник» [Архівовано 2 квітня 2018 у Wayback Machine.], Річник 1, Т. І, Книжка 2, лютень (sic) 1933.
- «Вістник», Річник 1, Т. ІІІ, Книжка 9, вересень 1933.
- «Вістник», Річник 2, Т. 4, Книжка 11, листопад 1934.
- «Вістник» [Архівовано 2 квітня 2018 у Wayback Machine.], Річник 6, Т. 1, Книжка 1, січень 1938.
- «Вістник», Річник 6, Т. 1, Книжка 2, лютий 1938.
- «Вістник» [Архівовано 2 квітня 2018 у Wayback Machine.], Річник 6, Т. 3, Книжка 7/8, липень–серпень 1938.
- «Вістник» [Архівовано 2 квітня 2018 у Wayback Machine.], Річник 6, Т. 3, Книжка 9, вересень 1938.
- «Вістник», Річник 6, Т. 4, Книжка 10, жовтень 1938.
- «Вістник» [Архівовано 2 квітня 2018 у Wayback Machine.], Річник 6, Т. 4, Книжка 11, листопад 1938.
- «Вістник» [Архівовано 2 квітня 2018 у Wayback Machine.], Річник 6, Т. 4, Книжка 12, грудень 1938.
- «Вістник» [Архівовано 2 квітня 2018 у Wayback Machine.], Річник 7, Т. 1, Книжка 3, березень 1939.
- «Вістник» [Архівовано 2 квітня 2018 у Wayback Machine.], Річник 7, Т. 2, Книжка 4, квітень 1939.
- «Вістник» [Архівовано 2 квітня 2018 у Wayback Machine.], Річник 7, Т. 2, Книжка 6, червень 1939.
- «Вістник», Річник 7, Т. 3, Книжка 7/8, липень–серпень 1939.